# Seyid Yahya Bakuvi
 

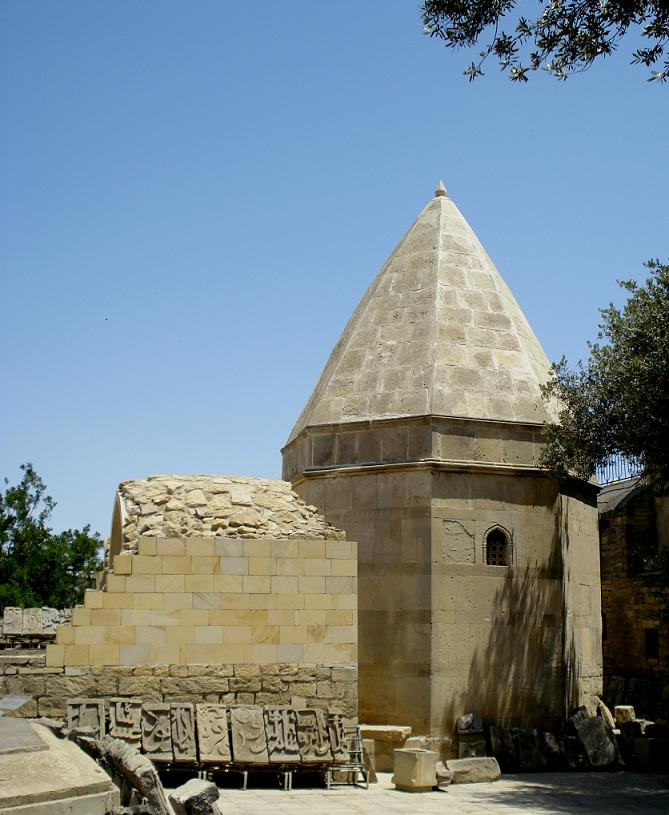
Mausoleul lui Seyid Yahya Bakuvi.

Seyid Yahya Bakuvi (în azeră Seyid Yəhya Bakuvi, 1403; 1410, Șamahi, Statul Șirvanșahilor, Azerbaijan - 1462, Baku, Statul Șirvanșahilor, Azerbaijan) a fost un om de știință, astronom, poet și filozof azer din epoca medievală.

## Viață
Seyid Yahya Bakuvi s-a născut în Șamahi într-o familie bogată în anul 1403. Seyid Yahya Bakuvi a trăit în secolul al XV-lea, la Baku la palatul  suveranului statului Șirvan Khalilullah (Halil) I.  
În tinerețe, el s-a dedicat sufismului și a fost un adept al eminentului șeic Sadr ad-Din al Khalvati, lider al regiunii istorice (tariqa) Șirvan. După moartea șeicului, Seyid Yahya s-a certat cu un student Pirizade despre cine va conduce secta lui Khalvati; apoi a părăsit Șamahi pentru a se muta la Baku. La Baku s-a stabilit în palatul lui Halil I, unde s-a bucurat de o largă popularitate ca filosof și om de știință. În curând, numărul adepților săi (care proveneau și din țările din Orientul Apropiat) a depășit zece mii de oameni.

## Deces
Potrivit unei surse, data morții lui Bakuvi a fost 862 AH. (1457), după o alta sursă a decedat la 868 AH (1463). Un mausoleu al lui Seyid Yahya Bakuvi a fost construit în complexul Palatul Șirvanșah (Palatul Șahilor din Șirvan). Data ridicării clădirii respective este data construirii mausoleului.

## Lucrările lui Bakuvi
S-au păstrat 15 dintre lucrările lui Seyid Yahya Bakuvi. Lucrările sale au un caracter sufit și mistic. Acestea sunt păstrate în câteva orașe din Turcia: în Istanbul (biblioteca „Muradiye”), Konya, Manisa. Seyid Yahya a scris tratate de filosofie precum „Sharkh-I Gulshani-raz” („Comentarii la grădina de flori a secretelor”), „Asrar at-Talibin” („Secretele căutătorilor adevărului”), „Simbolismul semnelor”, „Comentarii cu privire la dinastia Safevizilor”,„Secretele spiritelor” și altele, acestea conțin numeroase idei religioase și mistice care sunt surse valoroase în sfera investigației filosofiei, astronomiei și matematicii.